# Castello di Rocca San Casciano
Das Castello di Rocca San Casciano ist die Ruine einer Höhenburg in der Gemeinde Rocca San Casciano in der italienischen Region Emilia-Romagna. Von 2019 bis 2021 wurde sie restauriert.

## Geschichte
Erstmalig urkundlich erwähnt wurde die Burg in einem Dokument von 1197. Dort ist vermerkt, dass in „Rocca Sancti Cassiani in Casatico“ damals eine Burg existierte. 1230 unterstellte der Bischof von Forlimpopoli einige Burgen seiner Gerichtsbarkeit, darunter auch die „Rocca di San Casciano“ der Kommune Faenza. 1315 unterstand das Castello di Rocca San Casciano Alghiero de’ Calboli. 1382 hinterließ Francesco de’ Calboli die Burg der Stadt Florenz. 1504 eroberte Dionigi Naldi das Castello di Rocca San Casciano für die Regierung von Venedig, die es schleifen ließ. 1661 wurde die Burg durch ein Erdbeben schwer beschädigt. In der Folge wurde sie teilweise als bäuerliches Wohnhaus wiederaufgebaut.
2019 wurden etwa 90 Meter der Umfassungsmauer mit einer mittleren Höhe von 6 Metern gefunden.

## Bildergalerie

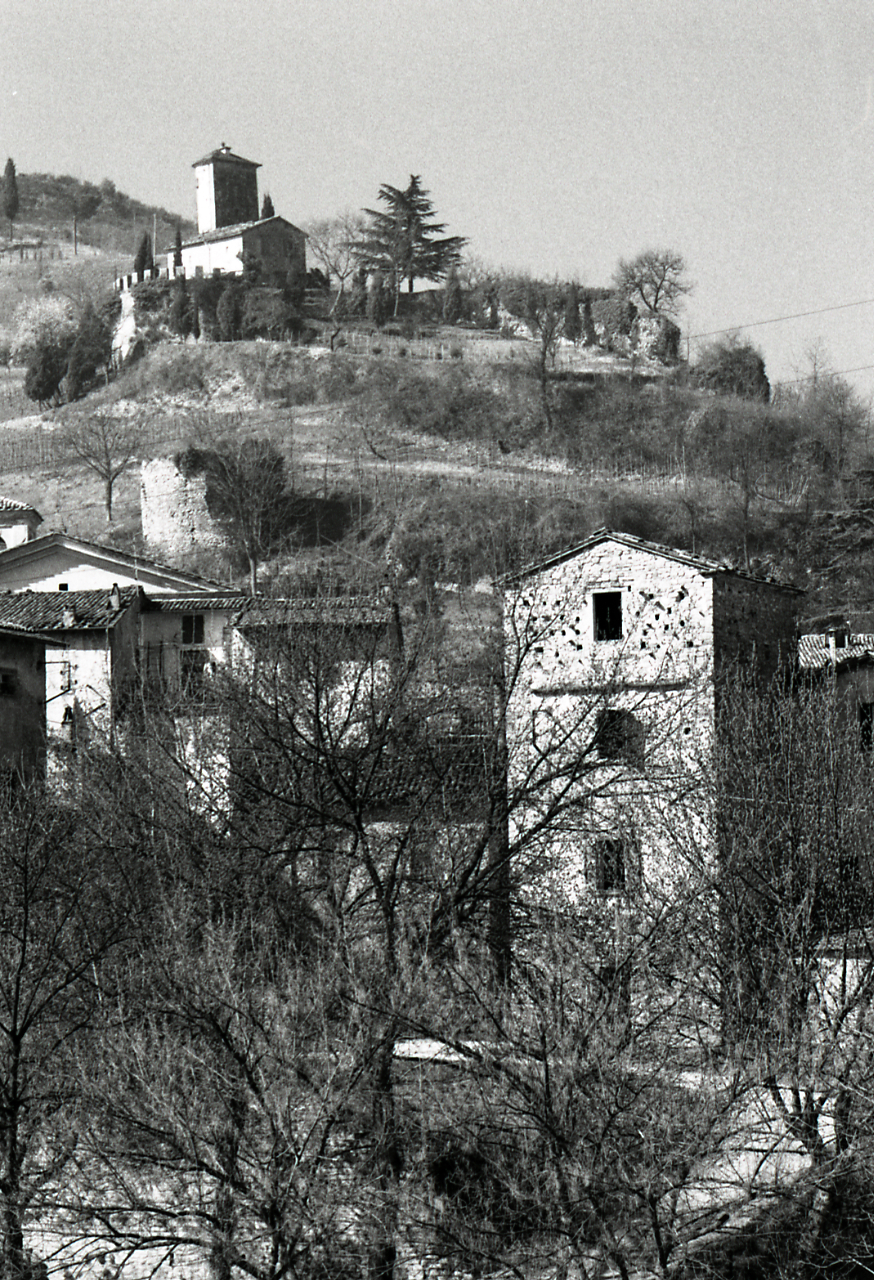
Castello di Rocca San Casciano auf einem Foto von Paolo Monti von 1977.
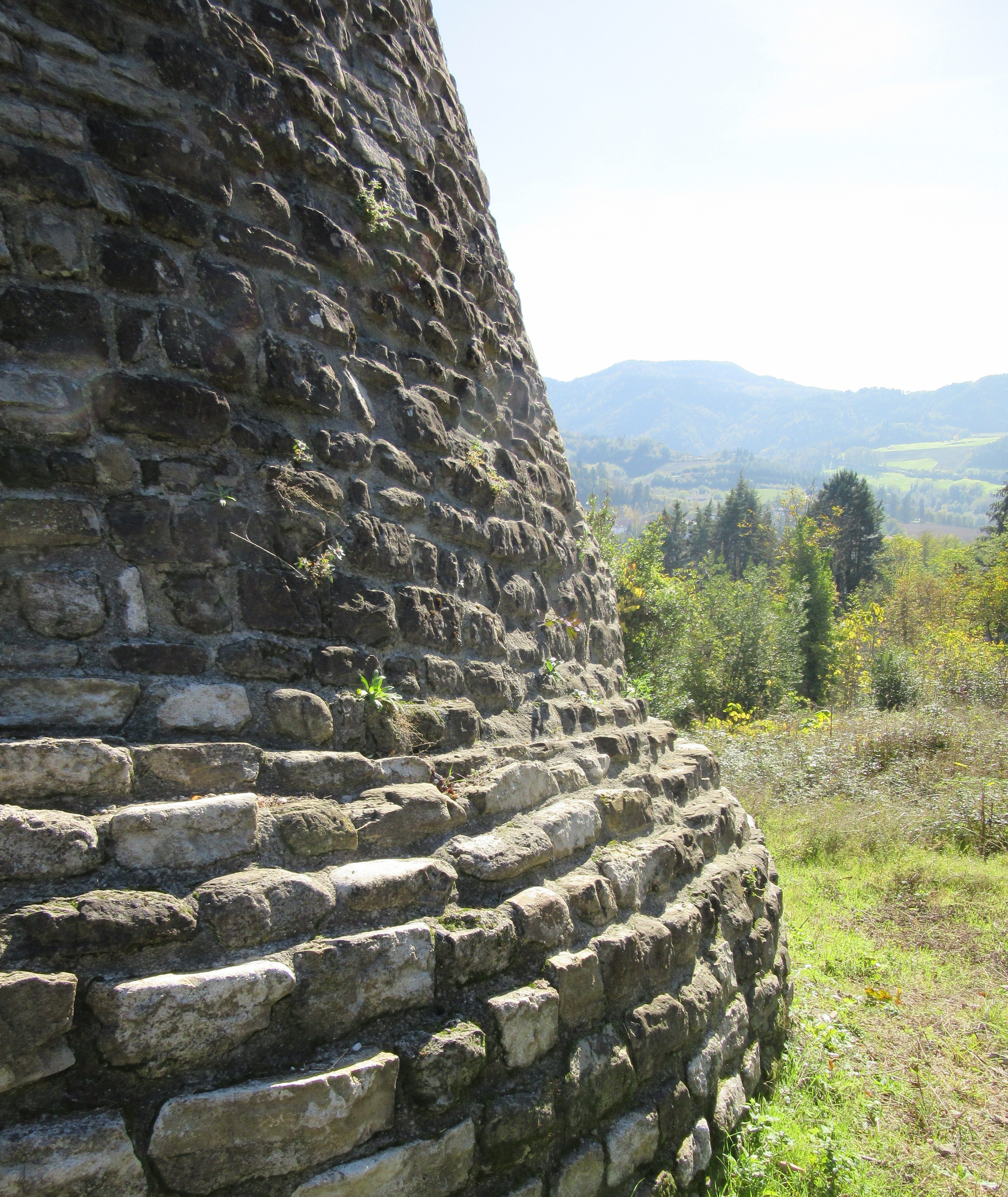
Basis des Bergfrieds
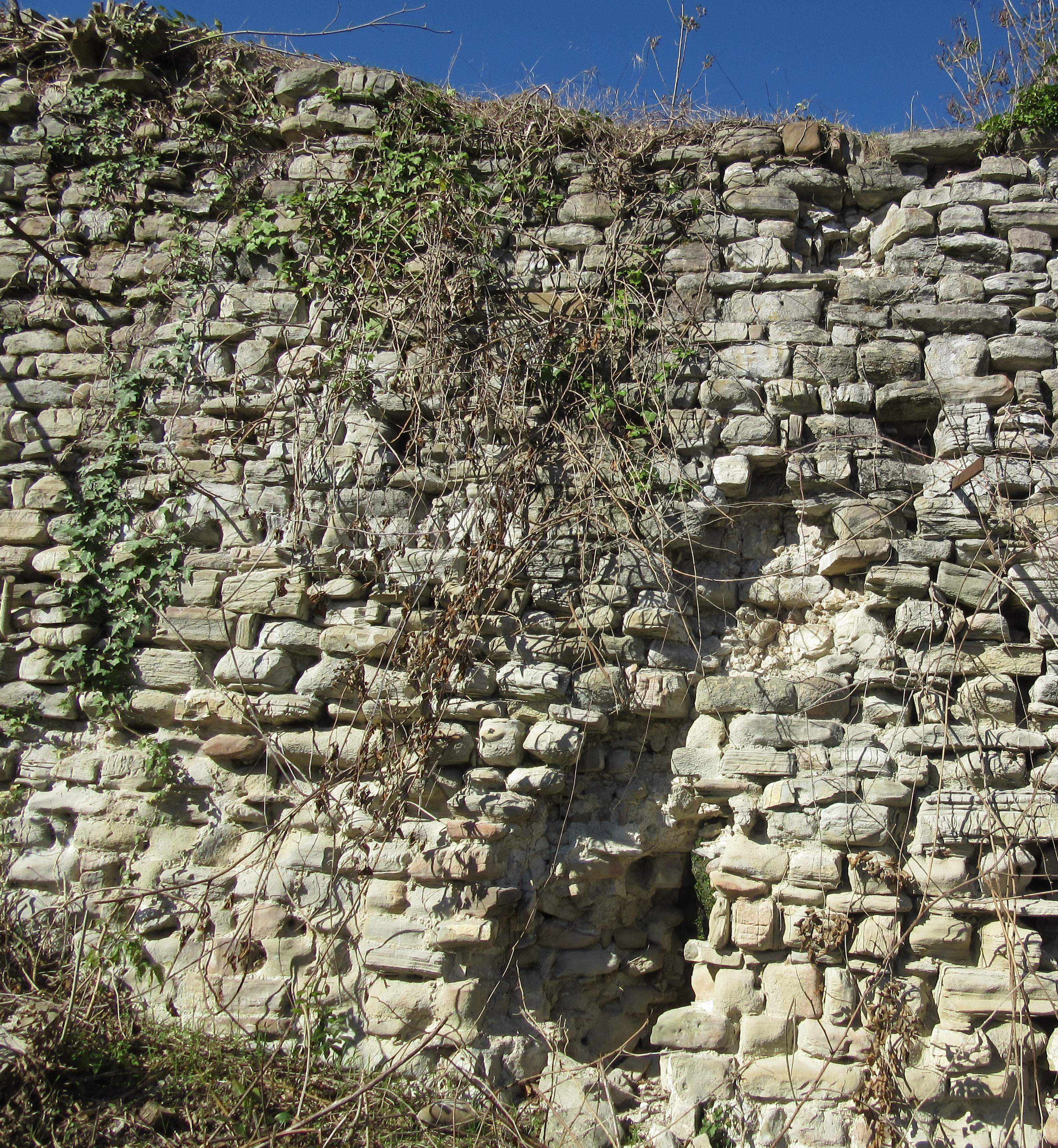
Abschnitt der Umfassungsmauer